# 14617 Лаверна
14617 Лаверна (14617 Lasvergnas) — астероїд головного поясу, відкритий 21 жовтня 1998 року.
Тіссеранів параметр щодо Юпітера — 3,239.